# Мітч Спренгелмеєр
Мітч Спренгелмеєр (англ. Mitch Sprengelmeyer; нар. 9 січня 1975) — колишній американський тенісист.
Найвищу одиночну позицію світового рейтингу — 814 місце досяг 10 серпня 1998, парну — 92 місце — 9 липня 2001 року.
Найвищим досягненням на турнірах Великого шолома було 2 коло в парному розряді.

## Фінали турнірів ATP за кар'єру

### Парний розряд: 1 (0–1)
| Результат | Ранг | Рік      | Турнір                           | Покриття | Партнер      | Суперники                 | Рахунок       |
| --------- | ---- | -------- | -------------------------------- | -------- | ------------ | ------------------------- | ------------- |
| Поразка   | 1.   | Лип 2000 | Ньюпорт, Сполучені Штати Америки | Трава    | Кайл Спенсер | Джонатан Ерліх Харел Леві | 6–7(2–7), 5–7 |

## Титули на челленджерах

### Парний розряд: (7)
| Ранг | Рік  | Турнір                                                  | Покриття | Партнер           | Суперники                   | Рахунок            |
| ---- | ---- | ------------------------------------------------------- | -------- | ----------------- | --------------------------- | ------------------ |
| 1.   | 1999 | Айзенах, Німеччина                                      | Ґрунт    | Джейсон Вейр-Сміт | Дірк Діер Маркус Гільперт   | 6–3, 6–1           |
| 2.   | 1999 | Бінгемтон, Сполучені Штати Америки                      | Тверде   | Джейсон Вейр-Сміт | Кевін Кім Лі Хьон Тхек      | 5–7, 6–4, 6–2      |
| 3.   | 1999 | Сан-Антоніо, Сполучені Штати Америки                    | Тверде   | Джейсон Вейр-Сміт | Ендрю Пейнтер Байрон Талбот | 6–3, 7–6(8–6)      |
| 4.   | 2000 | Бербанк (Каліфорнія), Сполучені Штати Америки           | Тверде   | Марк Мерклейн     | Боб Браян Майк Браян        | 7–6(7–5), 7–5      |
| 5.   | 2000 | Ранчо-Міраж (Каліфорнія), Сполучені Штати Америки       | Тверде   | Марк Мерклейн     | Боб Браян Майк Браян        | 6–4, 3–6, 7–6(7–3) |
| 6.   | 2001 | Рокі-Маунт (Північна Кароліна), Сполучені Штати Америки | Ґрунт    | Марк Мерклейн     | Пол Кілдеррі Петер Трамаккі | 7–5, 7–6(9–7)      |
| 7.   | 2001 | Венеція, Італія                                         | Ґрунт    | Марк Мерклейн     | Луїс Орна Себастьян Прієто  | 6–4, 7–6(9–7)      |